# Viaduct van Remouchamps (spoor)
Het viaduct van Remouchamps is een spoorwegviaduct in Remouchamps in de gemeente Aywaille. Het viaduct is een deel van spoorlijn 42 en overspant de Amblève en de N633. Het is niet te verwarren met het gelijknamige en veel grotere viaduct van Remouchamps dat deel uitmaakt van de A26/E25 en de vallei van de Amblève van noord naar zuid overspant.
Het viaduct is een boogbrug. Oorspronkelijk was de brug in 1883 opgebouwd met alleen bogen over de vallei en als centrale overspanning over de Amblève een stalen vakwerkconstructie. De genie van het Belgische leger dynamiteerde de brug op 10 mei 1940 om de opmars van de Duitsers tijdens de Tweede Wereldoorlog te vertragen. De Duitse bezetter zou de brug minder dan een jaar later identiek laten herbouwen door de Luikse firma Pieux-Franki.
Het viaduct werd op 9 augustus 1944 een tweede maal opgeblazen, ditmaal door de verzetsbeweging van de Partisans d'Ourthe-Amblève. Na de oorlog werd de brug tussen 1947 en 1948 terug volledig herbouwd in natuursteen, met over de hele lengte bogen (ook over de rivier). Het ganse viaduct is 138 meter lang.